# Poliglota kompluteńska

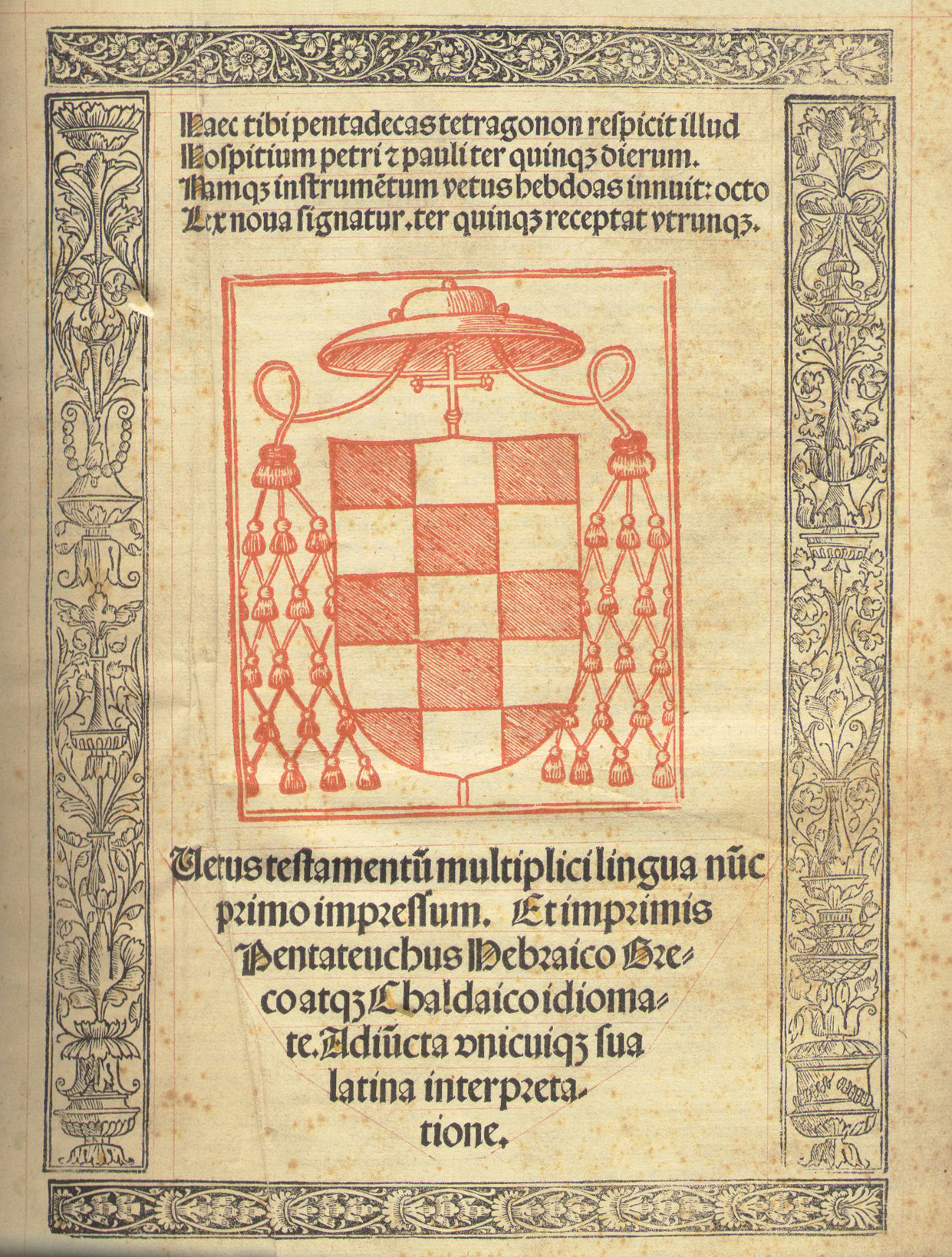
Strona tytułowa Poligloty kompluteńskiej

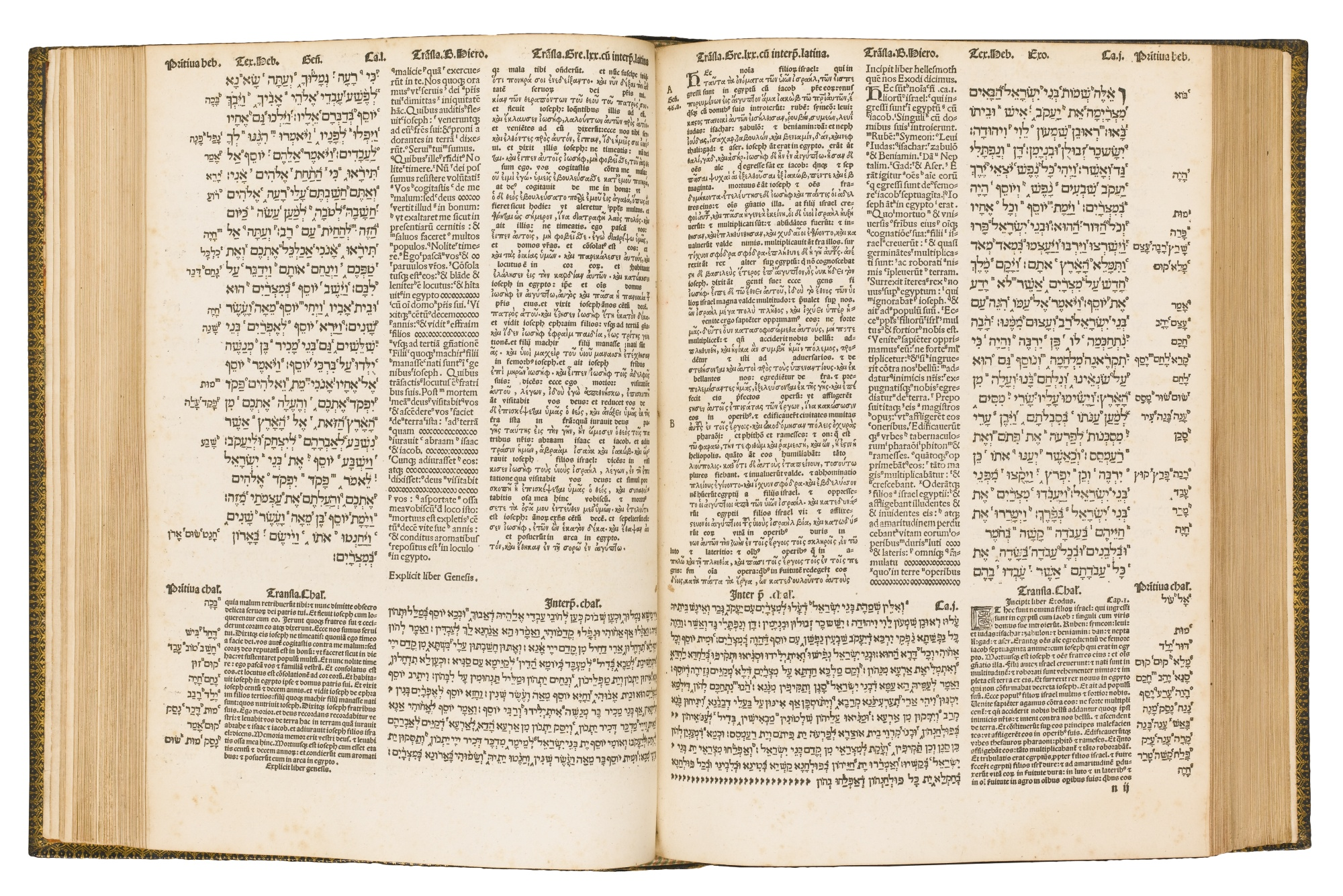
Strona Poligloty kompluteńskiej

Biblia Poliglota kompluteńska – pierwsza poliglota zawierająca całość tekstu biblijnego w trzech wersjach: hebrajskiej, łacińskiej (Wulgata) oraz greckiej (z łacińskimi glosami). Nazwa kompluteńska wywodzi się od łacińskiej nazwy miejscowości Alcalá de Henares (łac. Complutum) będącej obecnie przedmieściem Madrytu. Została ona wydana w nakładzie 600 egzemplarzy, jednakże duża część nakładu uległa zniszczeniu wskutek zatonięcia statku transportującego księgi do Italii.
Nazwa Biblia Poliglota kompluteńska występuje też w literaturze jako Biblia Polyglota kompluteńska.

## Historia
Zespół filologów pracował nad tą Biblią od 1502 roku. Biblia Poliglota kompluteńska została opracowana w sześciu tomach pod kierunkiem kardynała Francisco Jiméneza de Cisneros w latach 1514–1517. Do wydania książki niezbędna była zgoda papieża Leona X, którą ten wydał w 1520 roku. Skutkiem innych komplikacji całość ukazała się dopiero w 1522 roku, już po śmierci Ximenesa de Cisnerosa.
Kompilację tekstu Poligloty kardynał de Cisneros zlecił zespołowi biblistów pod kierownictwem Diego Lopeza de Zúñigi, których ściągnął do nowo otwartego uniwersytetu w Alcalá de Henares. W zespole tym znaleźli się uczniowie de Zúñigi, Hernán Núñez i Juan de Vergara, oraz do opracowania tekstu hebrajskiego konwertyci Alfonso de Zamora i Pablo de Coronel. Do współpracy zaproszono również Erazma z Rotterdamu, który jednak odmówił.

## Opis
Pierwsze cztery tomy zawierają Stary Testament w języku hebrajskim, aramejskim, greckim (Septuaginta), Wulgatę oraz nowe łacińskie tłumaczenia tekstu aramejskiego i Septuaginty. Tom piąty zawiera Nowy Testament (tekst grecki i Wulgatę). Tom szósty zawiera słowniki i gramatykę języka hebrajskiego i aramejskiego Alfonso de Zamory.

## Typografia
Ponieważ hiszpańscy drukarze nie posiadali czcionek hebrajskich, greckich i aramejskich kardynał de Cisneros do ich przygotowania zatrudnił mistrza drukarskiego Arnaldo Guillén de Brocara. Wyrytował on komplet czcionek greckiego pisma ortotycznego do tego wydania w Hiszpanii w 1510 roku. Kilka lat później greka ortotyczna jako pismo drukarskie zupełnie zanikła, aż do XIX wieku, gdy zaczęto ponownie projektować greckie pisma ortotyczne. Najpopularniejsze ortotyczne greckie pismo drukarskie to New Hellenic Victora Scholderera z roku 1927, obecnie dostępne w postaci fontów OpenType pod nazwą GFS Neohellenic. Cyfrowa adaptacja pisma z Biblii kompluteńskiej jest dostępna pod nazwą GFS Complutum.